# مثلثات حادة ومنفرجة
المثلث الحاد (بالإنجليزية: An acute triangle)‏ (أو المثلث الحاد الزاوية) هو مثلث بثلاث زوايا حادة (أقل من 90 درجة). المثلث المنفرج (بالإنجليزية: An obtuse triangle)‏ (أو المثلث المنفرج الزاوية) هو مثلث بزاوية منفرجة واحدة (أكبر من 90 درجة) وزاويتين حادتين. نظرًا لأنه يجب أن يكون مجموع زوايا المثلث 180 درجة في الهندسة الإقليدية، فلا يمكن لأي مثلث إقليدي أن يحتوي على أكثر من زاوية منفرجة واحدة.
المثلثات الحادة والمنفرجة هما نوعان مختلفان من المثلثات المائلة - مثلثات ليست مثلثات قائمة لأنها لا تحتوي على زاوية 90 درجة.
| Right triangle | Obtuse triangle                                                              | Acute triangle |
| قائم           | منفرج                                                                        | حاد            |
|                | {\displaystyle \underbrace {\qquad \qquad \qquad \qquad \qquad \qquad } _{}} |                |
|                | مثلث المائل                                                                  |                |

## الخصائص
في جميع المثلثات، النقطة المركزية - تقاطع المتوسطات، كل منها يربط الرأس بنقطة منتصف الجانب المقابل - والمركز - مركز الدائرة المماس داخليًا لجميع الجوانب الثلاثة - في الجزء الداخلي من المثلث.
وبالمثل، فإن محيط المثلث - تقاطع المنصفات العمودية للأضلاع الثلاثة، وهو مركز الدائرة التي تمر عبر القمم الثلاثة - يقع داخل مثلث حاد ولكن خارج مثلث منفرج.
في أي مثلث، أي قياس زاويتين A و B الضلعين المتقابلين a و b على التوالي مرتبطان:
{\displaystyle A>B\quad {\text{if and only if}}\quad a>b.}
هذا يعني أن الضلع الأطول في المثلث المنفرج هو الضلع المقابل للرأس منفرجة الزاوية.

## أمثلة

### مثلثات بأسماء خاصة
- مثلث كالابي، وهو المثلث الوحيد غير متساوي الأضلاع الذي يمكن وضع أكبر مربع يناسبه من الداخل بأي من الطرق الثلاث المختلفة، منفرج ومتساوي الساقين بزوايا قاعدية 39.1320261 ... ° والزاوية الثالثة 101.7359477 .. . °.
- المثلث متساوي الأضلاع، بثلاث زوايا 60 درجة، حاد.
- مثلث مورلي، يتكون من أي مثلث من خلال التقاطعات ثلاثية الزوايا المجاورة له، وهو متساوي الأضلاع وبالتالي حاد.
- المثلث الذهبي، هو مثلث متساوي الساقين حيث تساوي نسبة الضلع المضاعف إلى الضلع الأساسي النسبة الذهبية. هو حاد بزوايا 36 درجة و 72 درجة و 72 درجة، مما يجعله المثلث الوحيد بزوايا بنسب 1: 2: 2.[1]

### مثلثات ذات جوانب صحيحة
- المثلث الوحيد الذي يحتوي على أعداد صحيحة متتالية للارتفاع والجوانب يكون حادًا، وله جوانب (13 ، 14 ، 15) والارتفاع من الجانب 14 يساوي 12.
- أصغر مثلث محيط به جوانب صحيحة في التدرج الحسابي، وأصغر مثلث محيطي بأضلاع مميزة، منفرج: أي الذي له جوانب (2 ، 3 ، 4).
- المثلثات الوحيدة التي تكون زاوية واحدة فيها ضعف زاوية أخرى ولها جوانب صحيحة في التدرج الحسابي تكون حادة: أي المثلث (4 ، 5 ، 6) ومضاعفاته.[2]
- أصغر مثلث ذي عدد صحيح من الأضلاع بثلاثة متوسطات منطقية يكون حادً، وله أضلاع (68 ، 85 ، 87).[3]
- مثلثات مالك الحزين لها جوانب صحيحة ومساحة صحيحة. مثلث هيرون المائل مع محيط أصغر حاد، مع جوانب (6 ، 5 ، 5). مثلثا هيرون المائلان اللذان يتشاركان أصغر مساحة هما المثلث الحاد ذو الجوانب (6 ، 5 ، 5) والمثلث المنفرج ذو الجوانب (8 ، 5 ، 5)، مساحة كل منهما هي 12.